# Fédération d'Australie de football
La Fédération d'Australie de football (Football Federation Australia Ltd. (en) FFA) est une association regroupant les clubs de football d'Australie et organisant les compétitions nationales et les matchs internationaux de la sélection d'Australie.
La FFA remplace l'Australian Soccer Association (ASA) qui a été dissoute le 1er janvier 2005. La FFA est affiliée à la FIFA et membre de la Confédération asiatique de football (AFC) depuis le 1er janvier 2006, date à laquelle elle a quitté l'OFC : la confédération Océanienne.
En 2005 a été créée la A-League, un championnat professionnel fermé commun à l'Australie et à la Nouvelle-Zélande composé de 10 équipes depuis la saison 2009-2010.

## Histoire

Logo jusqu'en 2018.
Logo de 2018 à 2021.
Logo actuel.

Le football en Australie a connu de grandes difficultés à se fédérer durablement. La première tentative date de 1961 et la fondation de la fédération nationale d'Australie. C'est à partir de 1963 que cette fédération est affiliée à la FIFA.
À la suite de la chute de l'ancienne fédération de football d'Australie, Soccer Australia en 2003, le gouvernement australien avait établi une enquête indépendante appelée le rapport Crawford. Ce rapport-là recommandait, entre autres choses, la réforme pure et simple de la fédération sous le nom de l'Australian Soccer Association (ASA) avec un conseil d'administration provisoire, dirigé par le célèbre homme d'affaires australien Frank Lowy.
L'ASA a été renommé, en 2005, pour reconnaître l'usage général du mot «football», plutôt que «soccer», et pour se désassocier des défaillances de l'ancienne administration et de l'ancienne ligue nationale. La fédération a ensuite créé la phrase «old soccer, new football» (ancien soccer, football neuf) pour mieux représenter ce changement.
Le 1er janvier 2006, la FFA est devenue membre de la confédération asiatique de football, après plusieurs décennies passées au sein de la confédération d'Océanie. La FFA espère que la participation des sélections nationales d'Australie à l'AFC aidera le niveau du football australien à s'améliorer et permettra une qualification moins problématique de l'équipe d'Australie pour la Coupe du monde, en évitant notamment le match de barrage toujours très difficile contre une équipe de l'Amérique Latine ou de l'Asie.